# Le Sacrifice des paysans
Le Sacrifice des paysans (sous-titré Une catastrophe sociale et anthropologique) est un essai sociologique de Pierre Bitoun et Yves Dupont, publié aux éditions L'Échappée en 2016, sur la disparition programmée de la « société prudente, solidaire et pluraliste » (p. 41).

## Sommaire
- Préambule : une visite au Salon de l'agriculture
- Introduction
  - Un itinéraire de recherche dans la recherche, premiers pas
  - La Confédération paysanne, un mouvement postproductiviste
  - Un itinéraire de recherche dans la recherche, deuxièmes pas
  - Quatre fils directeurs
- Première partie : Des Trente glorieuses aux Quarante honteuses
  - Penser l'héritage
    - Les yeux brouillés
    - La France, un idéal-type

  - Une société de troisième voie
    -       - Programme du Conseil national de la Résistance (CNR)

    - L'osmose et l'unité
    - La révolution par la loi et le trésor perdu
    - Technocratie(s) (Sécurité sociale en France)
      - Le Plan, raconté par ses créateurs

  - La révolution religieuse et l'événement 68
    - Le syncrétisme Karl Marx-personnaliste
      - Au nom du "Royaume de Dieu" et des "Lendemains qui chantent"'

    - Un bilan, d'alors et de nos jours...
    - L'imagination au pouvoir
    - Comment je suis devenu une ressource humaine

  - Productivisme et expérience de l'inhumanité
    - La mobilisation totale au miroir des guerres
    - Mobilisation, hubris commémorielle et mobilisation totale des temps marchands
    - L'âge des camps et la généralisation du bouc émissaire
      - Quelques leçons d'Auschwitz...

    - Les mots de la bombe et des technosciences

  - Des chiffres, des objets, des dégâts et du "reste"
    - Pouvoir et sens des chiffres
    - Marx et la consommation : un détour par les Manuscrits de 1844
    - Technophilie et vie oxymorique
      - Le technophile, un précipité historique et socioanthropologique

    - L'eurêka de l'Archimède contemporain et la pulvérisation du religieux
      - Lettre ouverte à Pierre Rabhi

    - Intériorité et politique
      - Le "règne de l'intériorité" (Robert Castel)
- Deuxième partie : Projet prométhéen et ensauvagement des paysans
  - Le fil paysan
    - Le microbe modernisation
    - Classer, trier, éliminer
    - Agriculteurs "intermédiaires" et luttes contre le productivisme
    - Une critique politique et pratique du productivisme
    - À la recherche d'alternatives
      - Agriculture paysanne, valorisation des ressources locales et revitalisation des territoires (Marchésieux, Léon Ourry)

  - Socioéconomie duale alternatives manquées (1980-1995)
    - Des vertus de la démarche socioanthropologique
    - « Épreuves personnelles de milieu » et « enjeux collectifs de structure sociale »
    - Vers une "socioéconomie" duale (rapport Jean Armado et Christian Stoffaës, 1980)
    - Néocorporatisme et productivisme
    - Syndicalisme, politique et cosmopolitisme
    - Agriculture "hors-sol" et victoire de l'industrialisme
    - Un processus incontrôlable ?

  - Ethnocides, génocides et sacrifice des paysans
    - Les sauvages : des « brouillons » d'humanité ?
    - Les sauvages, des spécimens d'humanité porteurs de "mauvaises différences" ?
    - Génocides et ethnocides
    - Faire de l'un et du même
    - Retour en France et extension de la domination
    - Artificialisme et évasion hors de la prison terrestre

  - Illimitation et non-contemporanéité
    - Capitalisme, Lumières et émancipation
    - Populismes ?
    - La non-contemporanéité et le devoir de la rendre dialectique
    - Pas de démocratie sans paysans ?
- Conclusion
  - De la perte conjointe de la raison et de la liberté à l'homme sans habitudes
  - Le même et l'actualité
  - Les sept raisons du sacrifice des paysans

## Réception
- Léo Magnin[1], revue L'Homme, 225/2018
- Entretien sur le site comptoir.org
- Sur le site un petit âne sur la route
- Entretien avec La Gueule ouverte
- Sur le site de la revue Études rurales